# Peter Filipčič
Peter Filipčič, italijanski violončelist slovenskega rodu in glasbeni pedagog, * 19. januar 1961, Latina, Italija.

## Življenje in delo
Rodil se je v družini ekonomista Viktorja in gospodinje Vlaste Filipčič, rojene Berce v glavnem mestu italijanske pokrajine Latina. Osnovno  in srednjo šolo je obiskoval na Opčinah. Šolanje je nadaljeval na liceju France Prešeren  v Trstu, kjer je leta 1980 diplomiral. Klavir se je pričel učiti že kot otrok pri profesorju Stanetu Maliču na Opčinah, nato nadaljeval z učenjem violončela pri profesorju Gasperiniju na Glasbeni matici v Trstu ter leta 1985 diplomiral na tržaškem konservatoriju »Tartini«. Med letoma 1985 in 1986 je bil zaposlen na programskem oddelku Radia Trsr A. V orkestru tržaškega gledališča »Verdi« je igral violončelo v raznih opernih predstavah. Leta 1988 je postal redni profesor violončela na šoli Glasbene matice v Trstu.